# Stacy (Minnesota)
Pour les articles homonymes, voir Stacy.
Stacy est une ville située dans le comté de Chisago au Minnesota, aux États-Unis.